# Eugenij Fencik
Eugenij Fencik (rusínsky Євґеній Фенцик, Jevgenij Fencyk, rusky Евгений Фенцик, 5. října 1844 Mala Martynka – 5. prosince 1903 Horinčovo) byl rusínský spisovatel, novinář, dramatik, buditel a řeckokatolický kněz. Eugenij byl jeden z posledních rusínských národních buditelů a patřil do sféry rusofilského vlivu. Eugenij vydával noviny Lístek a Dodatek (rusínsky Листокъ, Додатокъ) a napsal divadelní tragédii Dobytí Užhorodu (rusky Покорение Ужгорода).

## Život
Eugenij se narodil v obci Mala Martynka na dnešní Ukrajině v roce 1844. Studoval na gymnáziu v Užhorodě a Satu Mare a později absolvoval teologickou fakultu ve Vídni. Ve Vídni se zapojil do vlasteneckých kroužků slovanské studentské mládeže. V roce 1869 byl vysvěcen na kněze a stal se farářem v obci Horinčovo.
Eugenij byl členem Spolku sv. Vasilije Velikého, kde chtěl následovat kulturní činnost v duchu Adolfa Dobrjanského a Ioanna Rakovského, jenže pronikající maďarizace zapříčinila pozdější zánik spolku, který ale v 90. letech 19. století obnovil. Během života také psal do novin Svět, Nový Svět a do haličsko-rusofilských novin Slovo. V 80. a 90. letech 19. století upíral naděje k slovanskému východu a idealizoval carské Rusko. Rusofilství u něj převládalo zejména kvůli zvětšujícího rozmahu maďarizace v Uherské Rusi.
Eugenij také žil v obci Skotarske, kde u něj přespával ukrajinský buditel Ivan Franko.
Eugenij Fencik zemřel 5. prosince 1903 v Horinčovu, kde sloužil jako farář.

## Dílo
Eugenij Fencik byl zejména novinář a psal články o vlastivědných a historických studiích v Uherské Rusi v novinách Svět, Nový Svět, Lístek, Dodatek a do haličsko-rusofilských novin Slovo. Do novin publikoval také své básně a povídky. V roce 1885 začal vydávat noviny Lístek (rusínsky Листокъ) a od roku 1891 vydával také Dodatek k Lístku (rusínsky Додатокъ), který byl psán čistě v rusínštině, na rozdíl od Lístku, který byl psán v ruštině. Úpadek rusínské kulturní společnosti dokládá také fakt, že jeho noviny měly v posledním roce své existence pouze 25 odběratelů.
Eugenij ale také napsal báseň Koriatovič, baladu Chudí duchem, novelu Učitel Chudáček a hrdinsky-romantickou nebo historicky-patriotickou tragédii Dobytí Užhorodu. Děj divadelní tragédie popisuje vpád Maďarů do Evropy a obranu Užhorodského hradu knížetem Laborcem. Báseň Koriatovič a tragédie Dobytí Užhorodu byla inspirována rusínskou historií o kterou se Eugenij zajímal.
Eugenij také napsal 5 učebnic pro rusínské školy a také další dvě učebnice Liturgie z roku 1878 a Modlitebník z roku 1892. Žádná Fencikova díla (kromě učebnic) nebyla samostatně vydána. Sám Eugenij je vydával na stránkách svých novin Lístek a Dodatek.